# Johann Mahal
Johann Mahal (cca 1837 – 29. srpna 1911 Mašovice) byl rakouský politik německé národnosti z Čech; poslanec Českého zemského sněmu.

## Biografie
Působil jako hospodář v obci Mašovice a okresní starosta. Funkci okresního starosty v Horšovském Týně zastával od roku 1887. Po dobu 25 let byl i obecním starostou v Mašovicích.
V 80. letech se zapojil i do vysoké politiky. V doplňovacích volbách v září 1887 byl zvolen na Český zemský sněm, kde zastupoval kurii venkovských obcí, obvod Horšovský Týn, Hostouň, Ronšperk. Byl oficiálním kandidátem tzv. Ústavní strany (liberálně a centralisticky orientovaná, odmítající federalistické aspirace neněmeckých etnik). Mandát zde obhájil v řádných zemských volbách v roce 1889.
Zemřel v srpnu 1911 ve věku 74 let.